# Rắn mamba lục miền đông
Rắn mamba lục miền đông (danh pháp hai phần: Dendroaspis angusticeps) là một loài rắn rất độc sống trên cây ở châu Phi có kích cỡ từ vừa đến lớn trong họ Elapidae. Loài rắn này có màu xanh lá cây với bụng màu vàng hơi xanh lá cây sáng nhẹ hơn. Đây là loài Mamba nhỏ nhất, trung bình dài chỉ 1,4 mét (4,6 ft). Kích thước tối đa cho loài này là 2,4 mét (7,9 ft), nhưng kích thước này không phổ biến. Con đực nhìn chung lớn hơn con cái.. Loài này có hai răng nanh nọc độc mở rộng cố định vào phía trước của miệng và răng vững chắc trong cả hai hàm. Nó có vảy rất mịn, mỏng và với một cái đầu rất đặc biệt dài và hình chữ nhật và có một cái đuôi dài và mỏng. Đôi mắt của chúng là ở mức trung bình kích thước với con ngươi tròn.
Là một loài nhút nhát và khó tìm thấy, rắn mamba lục miền đông hiếm khi được nhìn thấy. Sự khó tìm thất này thường được cho là do màu xanh lục của loài rắn này hòa hợp với môi trường và lối sống cây cối của chúng. Chúng cũng đã được quan sát thấy sử dụng cách săn mồi "nằm và chờ" hoặc phục kích như nhiều loài rắn độc, không giống như phong cách kiếm ăn tích cực điển hình của các loài rắn hổ khác. Rắn mamba lục miền đông săn mồi các loài chim, trứng, dơi và các loài gặm nhấm như chuột, chuột cống và chuột nhảy.
Nọc độc của rắn mamba lục miền đông bao gồm cả neurotoxin và cardiotoxin. Các triệu chứng bị nhiễm độc loài rắn này bao gồm sưng tấy vết cắn, chóng mặt và buồn nôn, kèm theo khó thở và khó nuốt, nhịp tim không đều và co giật dẫn đến tê liệt hô hấp. Vết cắn tạo ra ngộ độc nặng có thể nhanh chóng gây tử vong.

## Phạm vi địa lý
Đây là loài bản địa bờ biển phía đông của Nam Phi và hiện diện khắp Đông Phi. Nó được tìm thấy gần bờ biển trải dài từ phía tây Nam Phi thông qua Mozambique, Tanzania, Swaziland, và xa đến phía đông tận Nam Kenya, sâu trong nội địa đến tận miền nam Malawi và đông Zimbabwe).

## Hình ảnh

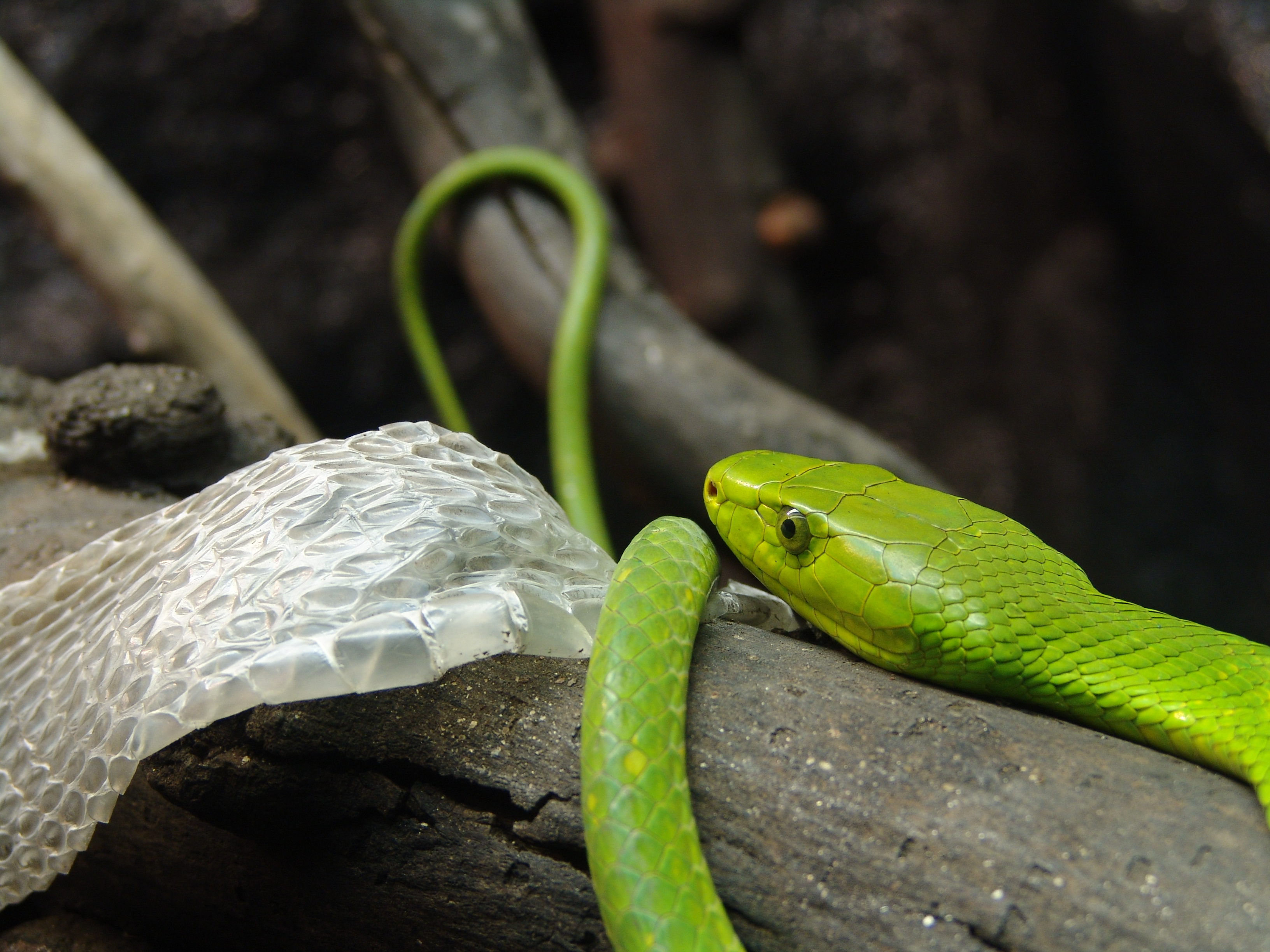
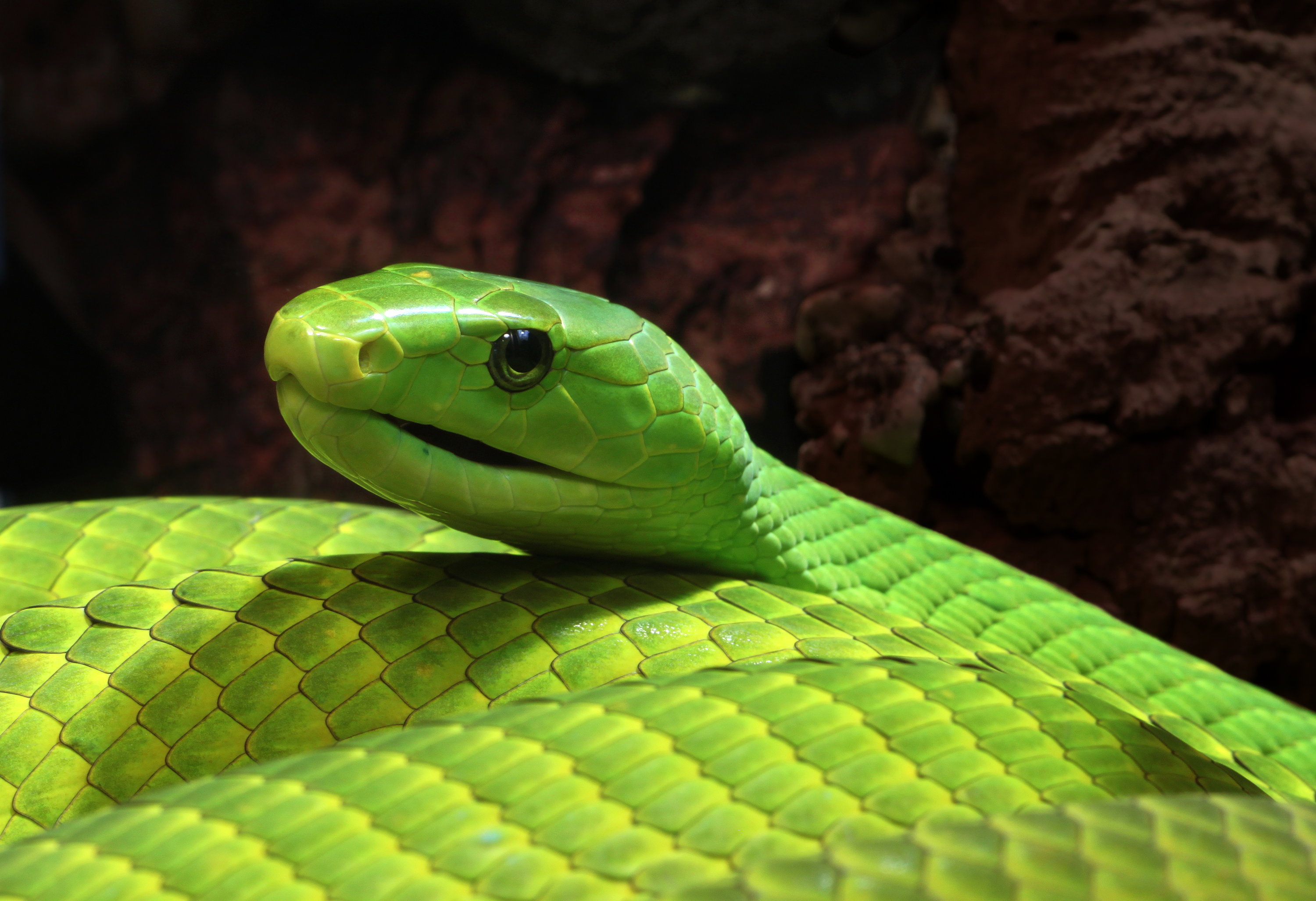
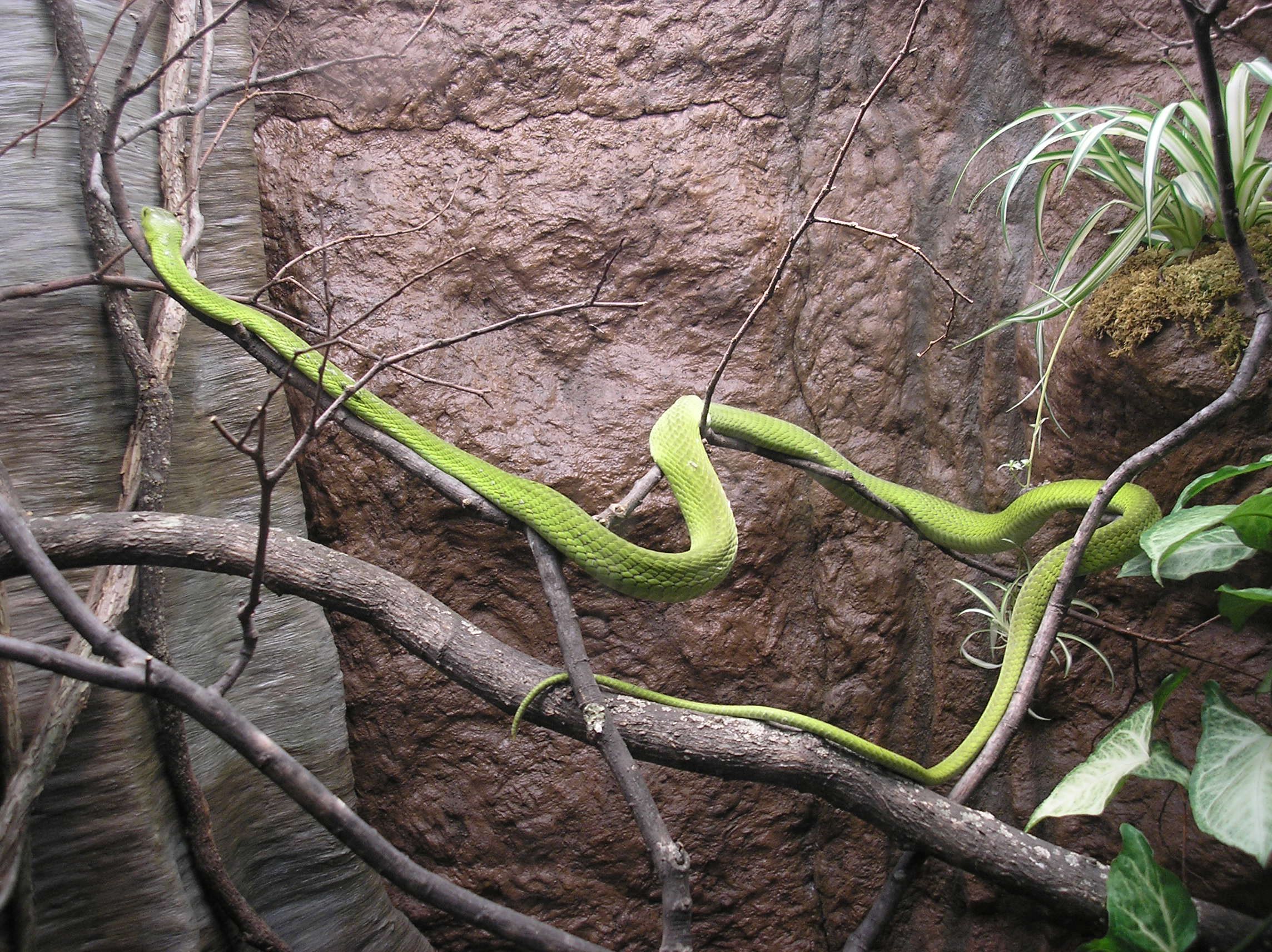
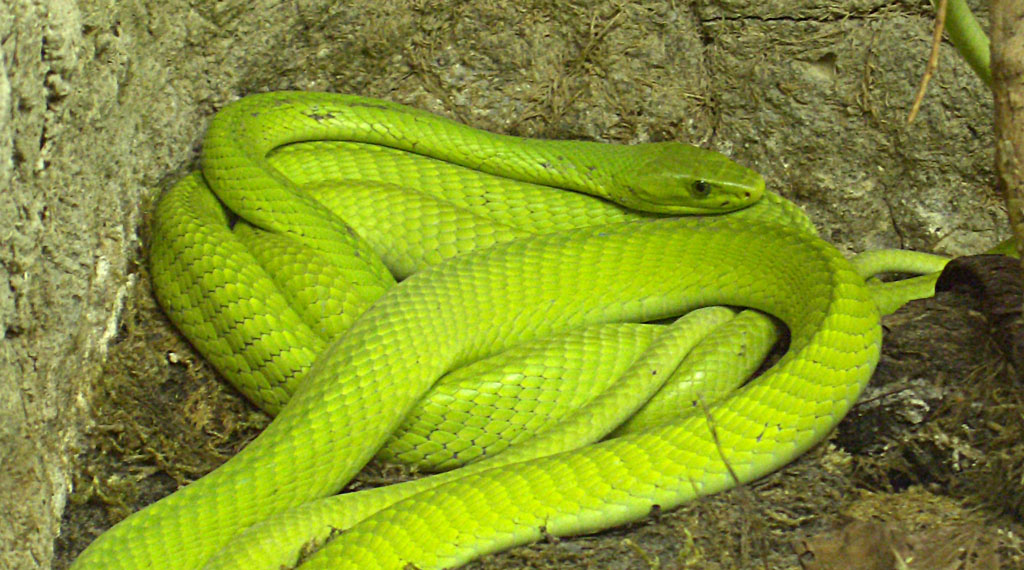
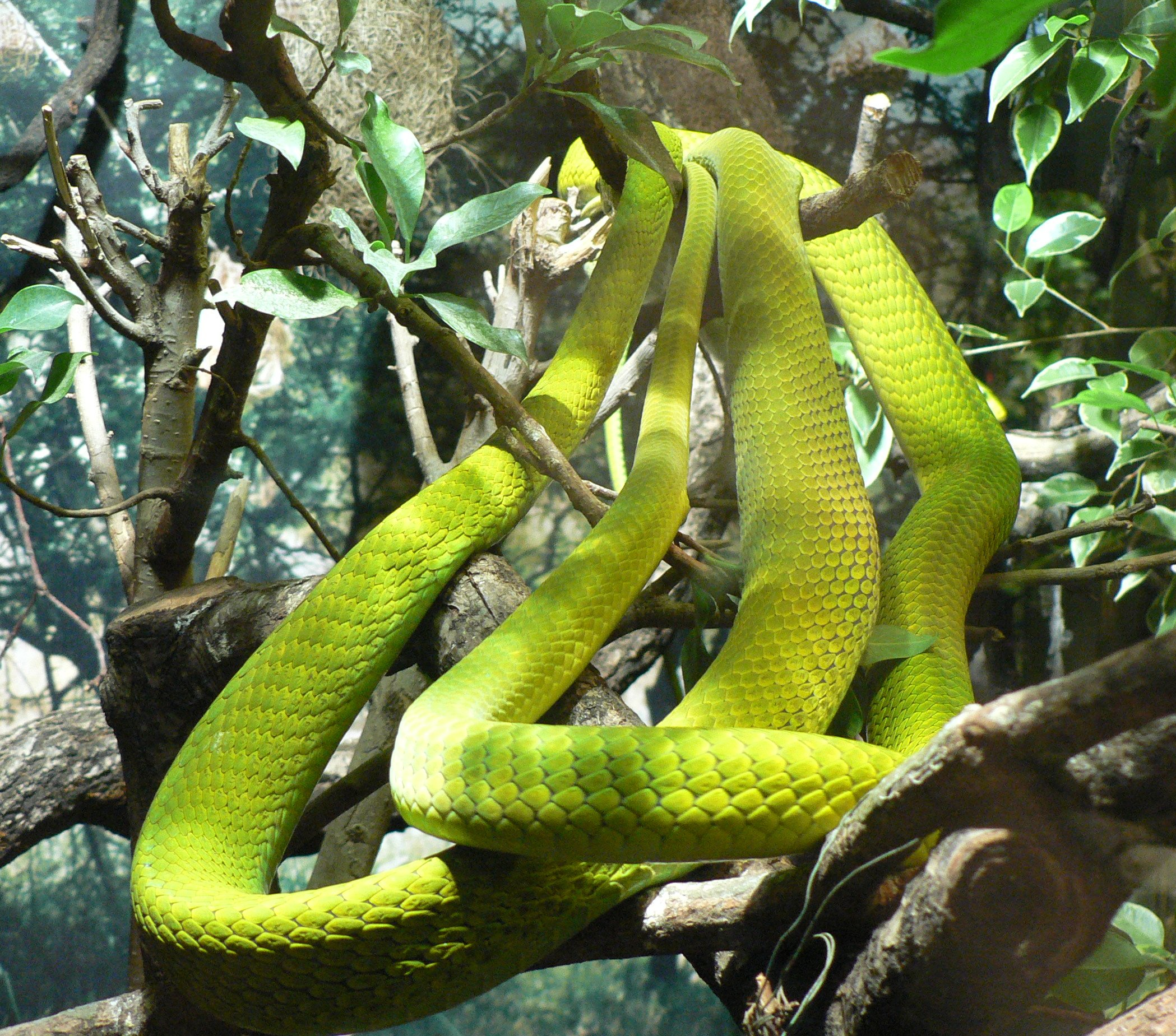